# Авдеев, Иван Иванович
Иван Иванович Авдеев (род. 10 января 1958, Красногорск, Московская область) — советский и российский хоккеист, нападающий. Мастер спорта СССР международного класса. Российский тренер.

## Биография
Воспитанник ЦСКА. Играл за команду в чемпионате СССР 1976/77. Со следующего сезона — в СКА МВО, по ходу следующего сезона перешёл в Крылья Советов, отыграл в команде 10 лет. Выступал за шведские клубы ХВ71 (1989/90) и КХА (1990/91). Играл в КФК за команду «Алиса» Москва (1991/92), в низших лигах за «Марс» Тверь (1992/93), «Спарта» Москва (1996/97), в МХЛ за «Торпедо» Усть-Каменогорск (1995/96).
Чемпион Европы среди юниорских команд 1976. Чемпион мира среди молодёжных команд 1977.
Тренер «Спартака-2» Москва (1997/98), играющий тренер (1998/99) и главный тренер (1999/2000 — 2000/01) команды МГУ. Тренер «Крыльев Советов» (2003).